# Campoplex brachyurus
Campoplex brachyurus är en stekelart som beskrevs av Henry Lorenz Viereck 1925. Campoplex brachyurus ingår i släktet Campoplex och familjen brokparasitsteklar. Inga underarter finns listade.